# Leptogenys schwabi
Leptogenys schwabi är en myrart som beskrevs av Auguste-Henri Forel 1913. Leptogenys schwabi ingår i släktet Leptogenys och familjen myror. Inga underarter finns listade i Catalogue of Life.

## Bildgalleri

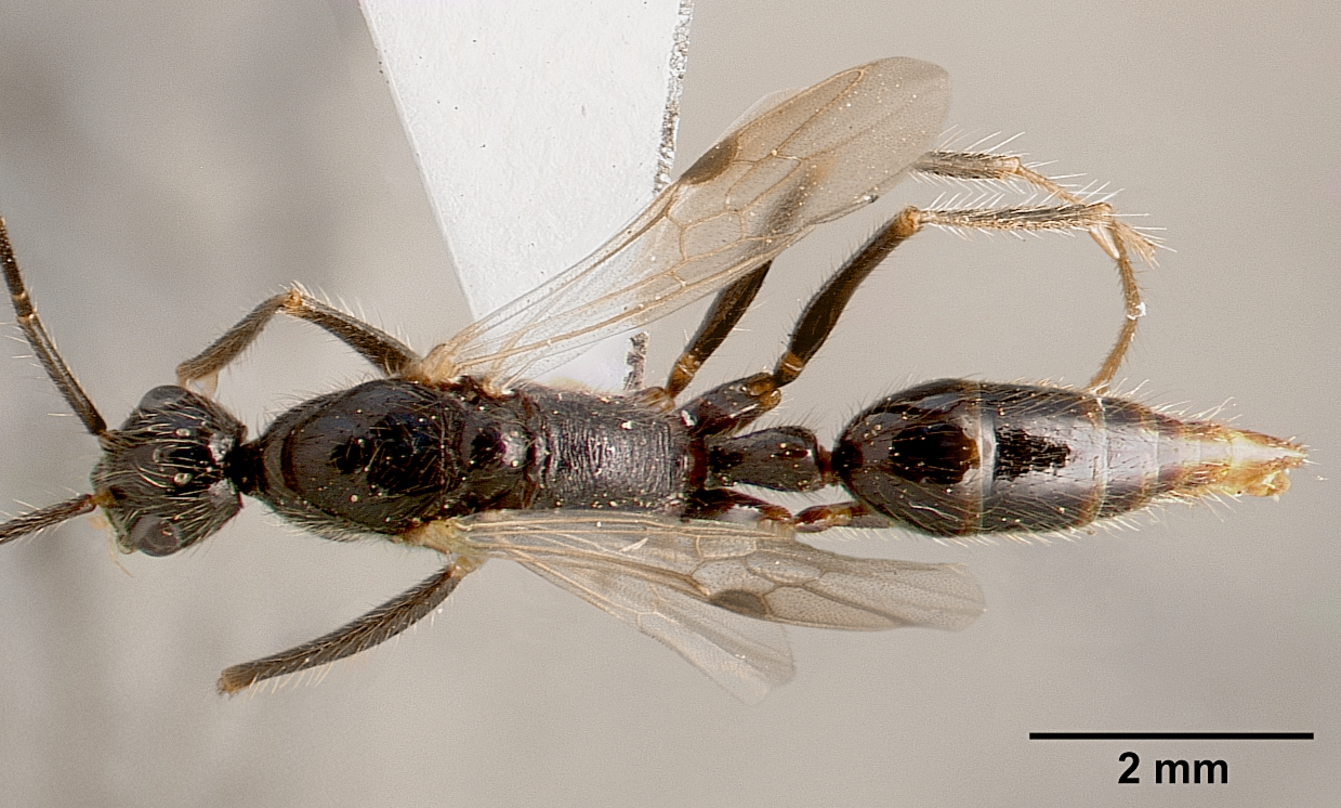
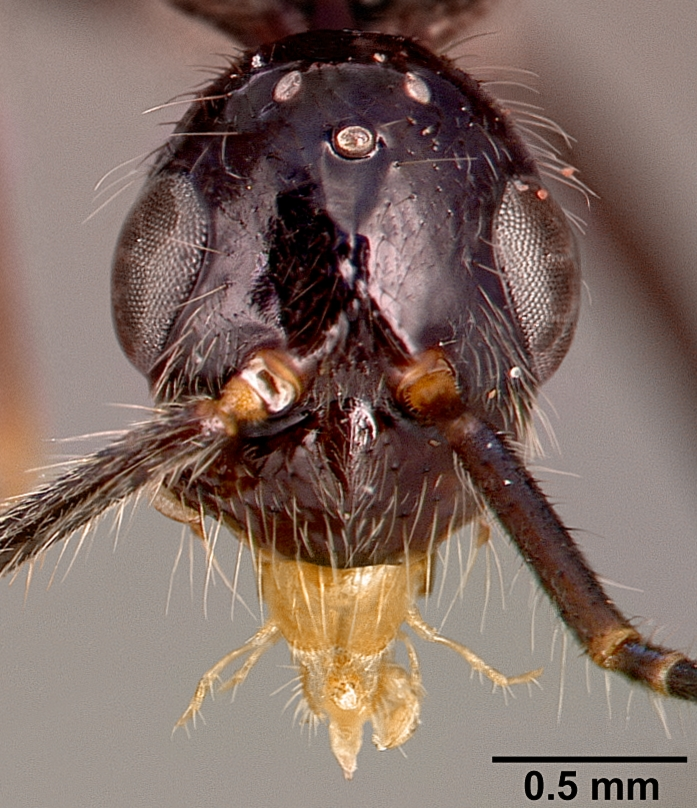
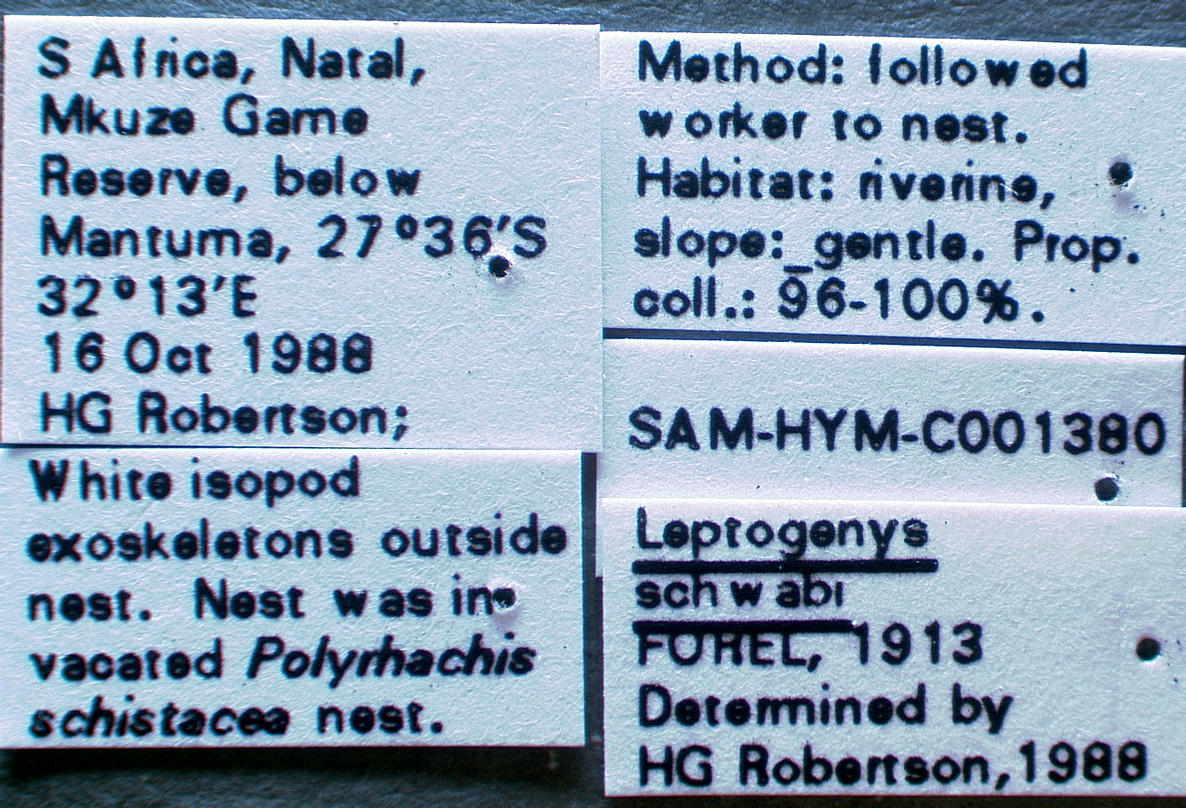
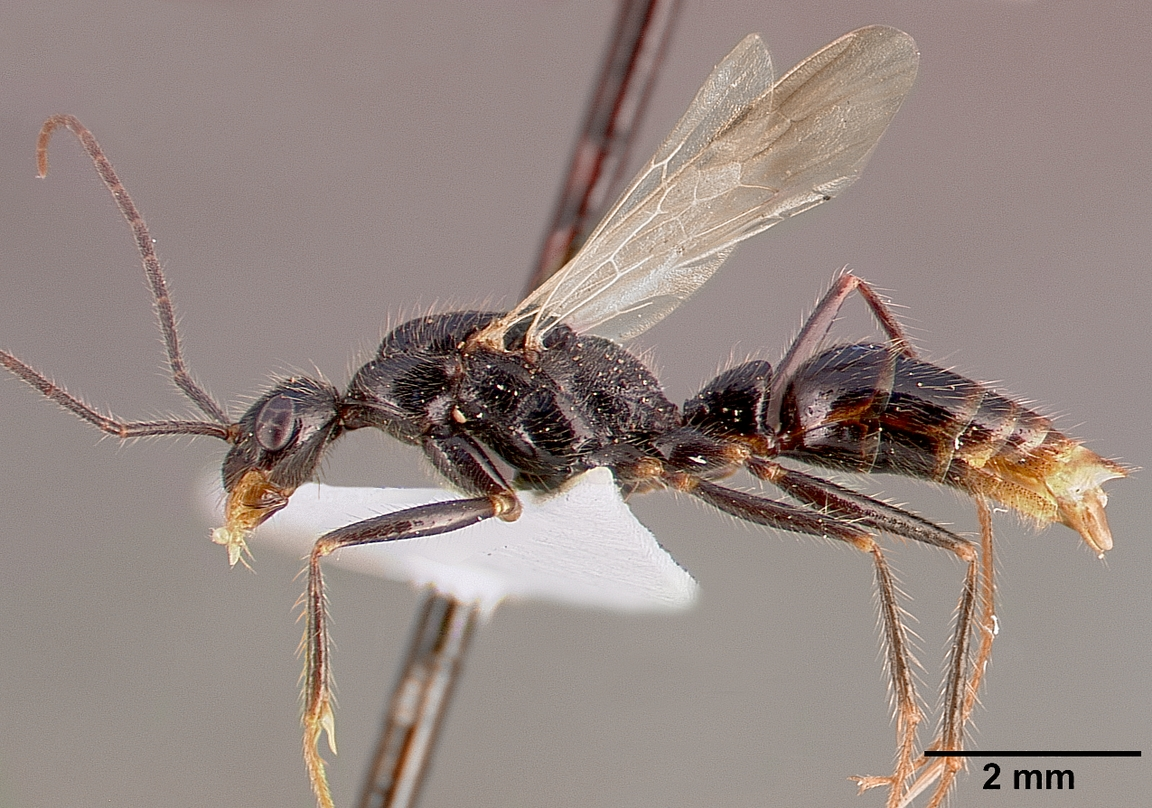